# Durcissement (informatique)
Pour les articles homonymes, voir Durcissement.
En informatique, le durcissement est le processus destiné à sécuriser un système. La démarche consiste principalement à réduire à l'indispensable les objets (logiciels, bibliothèques logicielles, outils) installés sur le système, ainsi qu'à éliminer les utilisateurs et les droits non indispensables, tout en conservant les fonctionnalités requises.
Le principe sous-jacent est la réduction de la surface d'attaque possible, en considérant que tout objet installé est potentiellement une source de vulnérabilité (exploit). La réduction du nombre d'objets installés réduit donc le nombre de failles possibles, pour un système donné.